# Зграда затвора - хапсане у тврђави
Зграда затвора - хапсане у тврђави налази се у нишкој Тврђави и била је затвор Нишлија, учесника антитурских буна и покрета.

## Архитектура
У Нишкој тврђави, између Пашине и Виник капије, очувана је зграда турског затвора-хапсане. То је спратни објекат, правоугаоне основе, грађен од чврстог материјала. Налази се у источном делу Тврђаве у којем су биле смештене административне (пашин двор, пошта) и војне (две касарне, жандармерија, арсенал, барутне) зграде.
Затвор у Тврђави настао је вероватно у току њене изградње, у првој половини XVIII века. Недостају подаци и о месту и о изгледу тога затвора.

## Записи путописаца и турски извори
Прве податке о затвору у Тврђави бележи аустријски путописац, Феликс Каниц, 1864. г. Истиче да је у то време изграђена нова хапсана у Тврђави, на ‘’подстицај” тадашњег заповедника Ниша Мидхат паше. Дакле, садашња зграда затвора у Тврђави подигнута је између 1861. и 1864. године, у време када Митхад паша управља градом. До ослобођења Ниша од Турака 1878. г. у овај затвор су затваране Нишлије, учесници антитурских покрета и буна. Полицијска саслушања у затвору вршио је тада злогласни жандармеријски заповедник (‘’крсердар’’) Бели Мемед. Затворенике је мучио батинама, ватром, глађу и жеђу. Многе је стављао на „долап” - „као у менгеле, док кости не почну пуцати” - специјалној справи за мучење, смештеној у једној просторији у приземљу. Долапом је је тело истезано до признања, или губитка свести. Крсердар Бели Мемед помиње се у Нишу током седме деценије XIX века.
У једном турском извору из 1883. г., међу најважније објекте у Тврђави наводи се и овај затвор. Забележено је да је затвор у Тврђави изграђен од цигле и камена, са седам просторија у приземљу (две за жандарме и пет за затворенике) и десет просторија на спрату, од којих осам за затворенике и две за болеснике.

## Апсана након ослобођења од Турака
После ослобађања Ниша од Турака затвор је обновљен и ограђен високим зидом. То је био први нишки казнени завод у саставу Србије. У њему су већ 1883. г., после угушења Тимочке буне, били затворени устаници осуђени на временске казне.
Током Првог светског рата, од 1915. до 1918, затвор у Тврђави преузели су бугарски окупатори. Велики број Нишлија и родољуба са југа Србије одвођен је, нарочито после угушења Топличког устанка 1917, и затваран у тврђавски затвор. Одатле су многи одвођени, кроз Капију смрти, у ров иза Тврђаве и стрељани. 
Затвор у Тврђави је после Првог светског рата коришћен као војни затвор.

## Зграда затвора данас
Зграда Затвора је адаптирана за смештај и рад истраживачког центра „Наисус“.